# Liolaemus elongatus
Espèce
Liolaemus elongatus est une espèce de sauriens de la famille des Liolaemidae.

## Répartition
Cette espèce est endémique d'Argentine. Elle se rencontre entre 700 et 3 000 m d'altitude de la province de Chubut à la province de Mendoza ainsi que dans les provinces de Río Negro, de San Juan, de Catamarca et de La Rioja.

## Description
C'est un saurien vivipare.

## Publication originale
- Koslowsky, 1896 : Sobre algunos Reptiles de Patagonia y otras regiones Argentinas. Revista del Museo de La Plata, vol. 7, p. 447-457 (texte intégral).